# Épilogue
Pour les articles homonymes, voir Épilogue (homonymie).

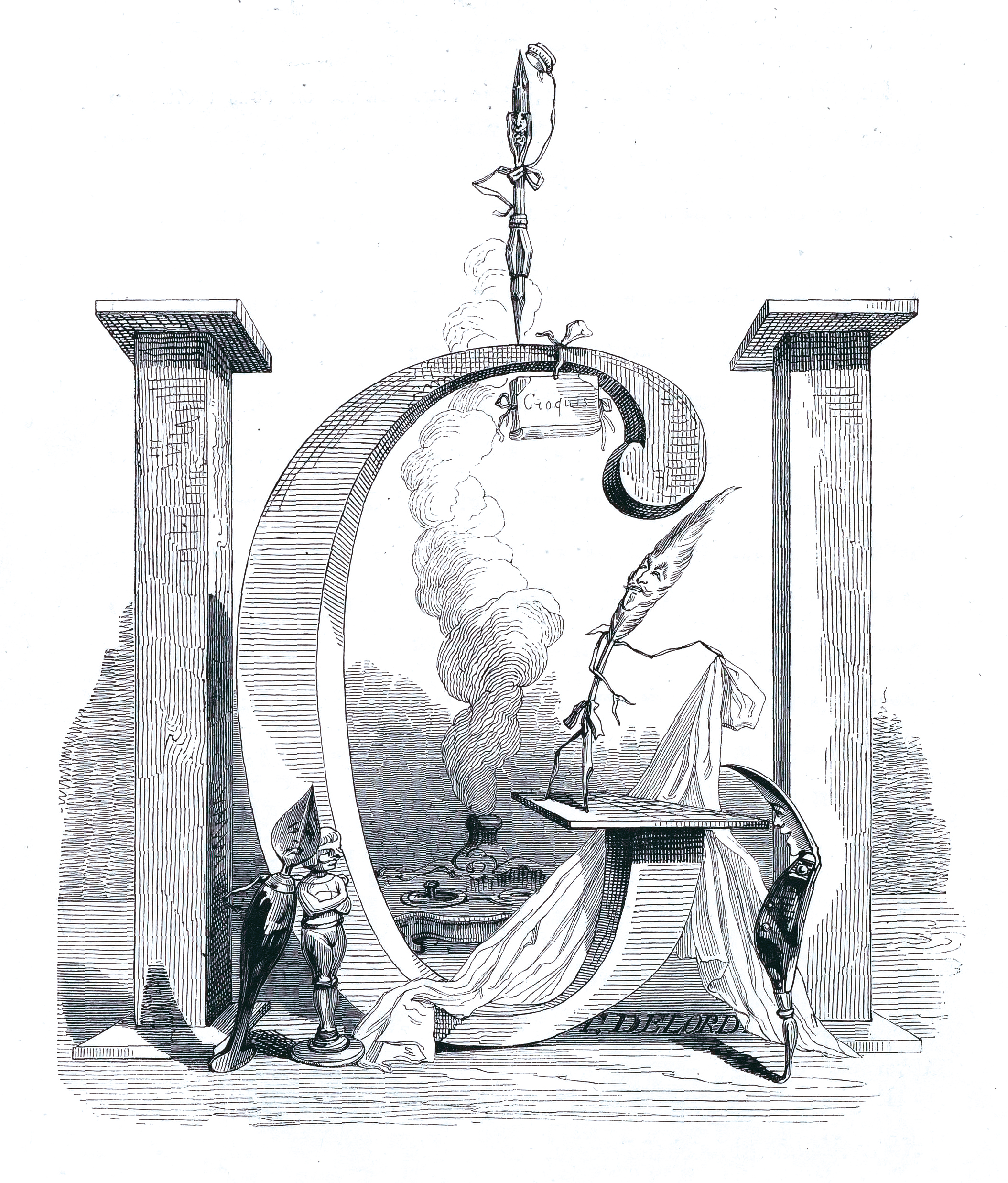
Illustration de l’épilogue d’Un Autre Monde, de Grandville.

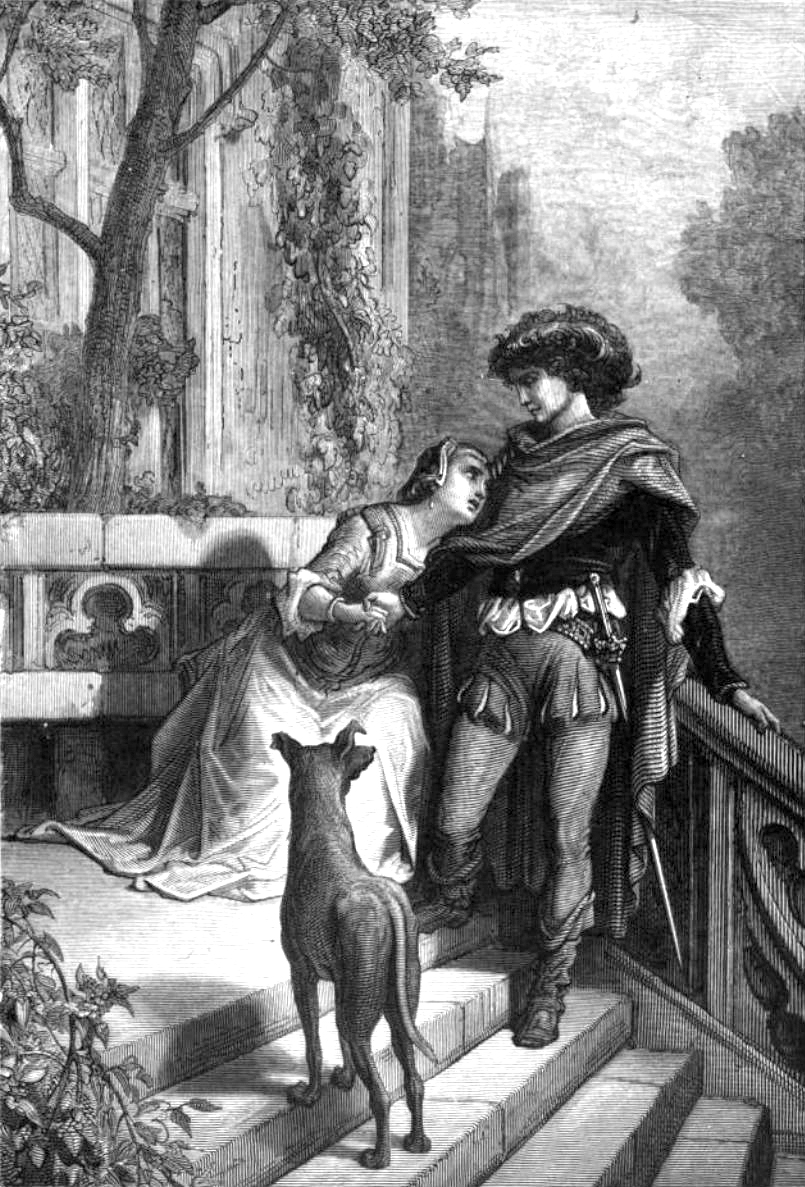
La fable des Deux Pigeons de La Fontaine.

L’épilogue (du grec "ἐπίλογος", lui-même étant issu des mots ἐπί (epi) : sur, au-dessus et λόγος (logos) : discours) est la dernière partie, la conclusion d’une œuvre (discours, roman, film, pièce théâtrale, etc.). Il désigne plus particulièrement au théâtre classique un discours récapitulatif à la fin de la pièce.
Ce terme désigne en général une partie finale ajoutée, comme de surcroît, à un discours, à un ouvrage, en lui-même complet. C’est l’opposé du prologue et, comme celui-ci sert souvent à présenter au lecteur les personnages avant l’action, l’épilogue peut être employé à faire connaître ce qu’ils deviendront, l’action accomplie. 
L’épilogue ne se conçoit donc guère comme une partie intégrante d’un ouvrage, discours, roman ou pièce de théâtre, et ne peut se confondre avec la péroraison, la conclusion ou le dénouement. Tout au plus peut-il être l’indication d’une suite du drame, de son lointain contrecoup. Mais le mot a également pris un sens plus large en désignant, dans les romans, un ultime chapitre où l’on apprend généralement des informations sans rapport direct avec l’intrigue.
Il est surtout un hors-d’œuvre, un adieu au public. La Fontaine, croyant avoir fini son œuvre des Fables au VIe livre, prend congé du lecteur dans cet épilogue :
Bornons ici cette carrière,
Les longs ouvrages me font peur ;
Loin d’épuiser une matière,
On n’en doit prendre que la fleur…
Le XIe livre a aussi un épilogue, parce qu’à son tour, il devait être le dernier.
Au théâtre, on a considéré comme épilogue la phrase consacrée où l’acteur saluait le public et implorait ses applaudissements : Vos valete, et plaudite, cives, et c’est cet humble appel à la bienveillance que les vaudevillistes ont varié à l’infini dans le couplet de la fin.